# کیسلینگ
کیسلینگ می‌تواند یکی از موارد زیر باشد:
- جورج کیسلینگ، (۱۹۰۳–۱۹۶۴) بازیکن فوتبال آلمانی.
- آن کیسلینگ، (۱۹۴۲) زیست شناس از ایالات متحده آمریکا.
- موییس کیسلینگ، (۱۸۹۱–۱۹۵۳) نقاش فرانسوی متولد لهستان.
- ویدکون کیسلینگ، (۱۸۸۷–۱۹۴۵) سیاستمدار نروژی.